# UCI ProTour 2009
Die UCI ProTour war eine vom Radsportweltverband UCI in den Jahren 2005–2010 veranstaltete Serie wichtiger Etappen- und Eintagesrennen des Straßenradsports. Die ProTour fand 2009 zum fünften Mal statt.
Es gab allerdings in dieser Saison kein eigenes ProTour-Ranking, sondern die Ergebnisse der 14 Rennen werden zusammen mit jenen der drei großen Rundfahrten Tour de France, Giro d’Italia und Vuelta a España sowie einiger kleinerer Rennen wie Paris–Nizza und Mailand–Sanremo – den sogenannten „historischen Rennen“ – zum UCI World Calendar 2009 mit gemeinsamen Ranking zusammengefasst.

## Teams
Nach der Saison 2008 lösten sich das Team Gerolsteiner und Crédit Agricole auf, sie wurden durch Garmin-Slipstream und Katjuscha ersetzt.
Für die ProTour ausgewählte Teams:
| Frankreich ag2r La Mondiale Bbox Bouygues Télécom Cofidis, le crédit en ligne Française des Jeux | Spanien Caisse d’Epargne Euskaltel-Euskadi Fuji-Servetto | Belgien Quick Step Silence-Lotto | Italien Lampre-N.G.C. Liquigas | USA Garmin-Slipstream Team Columbia-High Road |
| Dänemark Team Saxo Bank                                                                          | Deutschland Team Milram                                  | Kasachstan Astana                | Niederlande Rabobank           | Russland Katjuscha                            |

## Rennen
| Datum                   | Rennen                 | Sieger               | Ergebnis |   |
| ----------------------- | ---------------------- | -------------------- | -------- | - |
| 20.–25. Januar          | Tour Down Under        | Allan Davis          | Ergebnis |   |
| 5. April                | Flandern-Rundfahrt     | Stijn Devolder       |          |   |
| 8. April                | Gent–Wevelgem          | Edvald Boasson Hagen |          |   |
| 6.–11. April            | Baskenland-Rundfahrt   | Alberto Contador     | Ergebnis |   |
| 19. April               | Amstel Gold Race       | Sergei Iwanow        |          |   |
| 28. April–3. Mai        | Tour de Romandie       | Roman Kreuziger      | Ergebnis |   |
| 18.–24. Mai             | Katalonien-Rundfahrt   | Alejandro Valverde   | Ergebnis |   |
| 7.–14. Juni             | Dauphiné Libéré        | Alejandro Valverde   | Ergebnis |   |
| 13.–21. Juni            | Tour de Suisse         | Fabian Cancellara    | Ergebnis |   |
| 1. August               | Clásica San Sebastián  | Carlos Barredo       |          |   |
| 2.–8. August            | Polen-Rundfahrt        | Alessandro Ballan    | Ergebnis |   |
| 16. August              | Vattenfall Cyclassics  | Tyler Farrar         |          |   |
| 23. August              | GP Ouest France-Plouay | Simon Gerrans        |          |   |
| 18.–25. August          | / Eneco Tour           | Edvald Boasson Hagen |          |   |
| 29. August–6. September | Deutschland Tour       | –                    | –        | – |
| 14.–20. September       | Tour of Sochi          | –                    | –        | – |